# Sh2-242
Sh2-242 è una nebulosa a emissione visibile nella costellazione del Toro.
Si individua nella parte orientale della costellazione, al confine coi Gemelli e con l'Auriga; la sua individuazione è facilitata dalla presenza delle stelle Elnath (β Tauri) e 1 Geminorum, essendo situata circa a metà strada fra queste. La sua declinazione è moderatamente settentrionale e ciò fa sì che essa possa essere osservata agevolmente da entrambi gli emisferi celesti, sebbene gli osservatori dell'emisfero boreale siano più avvantaggiati; il periodo in cui raggiunge la più alta elevazione sull'orizzonte è compreso fra i mesi di ottobre e febbraio.
Si tratta di una piccola regione H II le cui dimensioni reali sarebbero di appena 14 anni luce; la sua caratteristica più appariscente è una banda di polveri non illuminate che la attraversa in senso nord-sud, dividendola in due parti fortemente asimmetriche, con la sezione occidentale notevolmente più estesa. A causare la ionizzazione dei gas della nube sarebbero due stelle non visibili direttamente, una stella bianco-azzurra di sequenza principale di classe spettrale B0V e una subgigante azzurra di classe B0IV-V, e appare associata a un ammasso aperto catalogato come [DB2001] Cl 25, composto da sorgenti di radiazione infrarossa, la cui massa è pari a 81 masse solari. La distanza di Sh2-242 è di 2200 parsec, pari a circa 7170 anni luce; ciò la colloca all'interno del Braccio di Perseo, uno dei bracci di spirale maggiori della Via Lattea. Alla nube è associata una nube molecolare gigante non illuminata.